# Rotheca
Rotheca  é um gênero botânico da família Lamiaceae

## Espécies
Apresenta 30 espécies:
Rotheca alata Rotheca amplifolia Rotheca aurantiaca
Rotheca bicolor Rotheca bukobensis Rotheca calundensis
Rotheca commiphoroides Rotheca cyanea Rotheca farinosa
Rotheca hirsuta Rotheca incisa Rotheca kissakensis
Rotheca luembensis Rotheca makanjana Rotheca mendesii
Rotheca myricoides Rotheca prittwitzii Rotheca quadrangulata
Rotheca reflexa Rotheca rupicola Rotheca sansibarensis
Rotheca serrata Rotheca suffruticosa Rotheca taborensis
Rotheca tanneri Rotheca teaguei Rotheca ternifolia
Rotheca verdcourtii Rotheca violacea Rotheca wildii